# Heinrich Faber
Heinrich Faber, Magister Henricus Faber  (ur. około 1500 w Lichtenfels, zm. 26 lutego 1552 w Oelsnitz) – niemiecki kompozytor i teoretyk muzyki.

## Życiorys
Utożsamiany jest z Heinrichem Lichtenfelsem, który w latach 1515–1523 był śpiewakiem na dworze króla duńskiego Chrystiana II. W latach 1542–1545 studiował w Wittenberdze, uzyskując tytuł mistrza sztuk wyzwolonych. Był rektorem szkół w Naumburgu (1544–1545 i od 1549), Brunszwiku (1547–1548) i Oelsnitz (1551–1552). Od 1551 roku wykładał na uniwersytecie w Wittenberdze.
Był autorem traktatów teoretycznych, z których największą popularność zdobył sobie używany jako podręcznik w gimnazjach łacińskich Compendiolum musicae pro incipientibus, licznie wznawiany i tłumaczony, w 1591 roku opracowany na nowo i poszerzony przez Adama Gumpelzhaimera. Z jego kompozycji zachowały się tylko fragmenty.

## Prace
(na podstawie materiałów źródłowych)
- Compendiolum musicae pro incipientibus (wyd. Brunszwik 1548; tłum. niem. pt. Musica, Kurtzer Inhalt der Singkunst 1572)
- Ad musicam practicam introductio (wyd. Norymberga 1550)
- Musica poetica (rękopis)